# 니시모토마치역
니시모토마치역(일본어: 西元町駅, にしもとまちえき)은 일본 효고현 고베시 주오구에 있는 한신 전기철도 고베 고속선의 역이다. 역 번호는 HS 34이다.

## 개요
본 역을 포함한 전후 구간은 제3종 철도 사업자의 고베 고속 철도가 "도자이 선"으로 시설을 보유하고 한신이 제2종 철도 사업자로 영업을 벌이고 있다. 2010년에 실시된 역 안내판 등의 리뉴얼 이후 역 출입구의 안내판 등에는 "한신 고속선(HANSHIN KOBEKOSOKU LINE)"로 표기되고 있다.
특급열차도 일부 정차하는데 정차하는 특급열차는 한신 고베 산노미야역에서 이타야도까지 각역정차하는 노란색 배경의 직통특급과 한신 고베산노미야역부터 종착역(스마우라코엔, 스마, 히가시스마)까지 각역정차하는 한신특급만 정차한다.

## 역 구조
상대식 승강장 2면 2선의 지하역이다. 분기기, 절대 신호가 없어 정류장으로 분류된다. 지하 2층의 승강장은 선형이 급커브가 되는 장소에 설치되어 있어 열차와 승강장 사이가 비교적 넓은 자리가 있다. 승강장 유효 길이는 약 150m이다. 한신 차와 산요 차량은 7량까지 정차 가능하며 한신 차량보다 차장이 긴 긴키 닛폰 철도(긴테쓰)의 6량 편성도 정차 가능하지만 2012년 3월 20일부터 휴일만 운행되고 있는 신카이치 시발의 나라 행 쾌속 급행은 한신 차량의 운용에 한정되어 있기 때문에, 긴테쓰 차가 본 역에 정차하는 운용은 존재하지 않는다.
개찰구는 지하 1층의 동서로 각 1개소 설치되어 있다(메인은 서쪽 개찰구이다). 두 개찰 모두 엘리베이터와 에스컬레이터가 없어서 휠체어용 계단 승강기가 설치되어 있다.

### 승강장
| 승강장 | 노선         | 방향 | 행선                                                                  |
| ------ | ------------ | ---- | --------------------------------------------------------------------- |
| (북측) | ■고베 고속선 | 상행 | 고베산노미야・아마가사키・오사카 (우메다)・난바・나라 방면            |
| (남측) | ■고베 고속선 | 하행 | 고속 고베・신카이치・아카시・히메지・ 고베 전철선(신카이치 환승) 방면 |

## 역 주변
- 한큐 전철 고베 고속선 하나쿠마 역 - 약 200m 동쪽에 설치되어 있다. 본 역과 하나쿠마 역은 환승역이 아니고 한큐 선과 공식적인 환승역은 양 옆의 고속 고베 역 혹은 고베산노미야 역이다.
- 사카에초도리
- 고베 중앙 우체국
  - 유초 은행 고베점
- 고베 다치바나 우체국
- 고베 지방 법원・고베 간이 재판소
- 고베 법무 종합청사
  - 고베 지방 검찰청
- 헬로우 워크 고베
- 고베 시 소방국 중앙 소방서 사카에초 출장소
- 모토마치 상점가
- 모토마치코카도리 상점가
- 우지가와 상점가
- 하토바초 TEN×TEN
- 고베 크리스탈 타워
  - 효고 노동국
- 고베 하버랜드
- 구 미쓰비시 은행 고베 지점(파밀리아 홀)
- 하시리미즈 신사
- 카레의 챔피언 고베점

## 역사
- 1968년 4월 7일: 고베 고속 철도 개통에 따라 영업 개시.
- 1991년 4월 7일: 산요 특급의 정차 취소.
- 1995년
  - 1월 17일: 한신・아와지 대지진으로 재해를 입어 영업 정지.
  - 2월 1일: 고베산노미야 ~ 고속 고베 역 구간이 단선으로 운행이 재개되고 본 역의 영업 재개.
  - 2월 6일: 고베산노미야 ~ 고속 고베 역 구간 복선 운행이 재개됨.
- 1998년 2월 15일: 산요 특급 정차가 재개되고 직통 특급은 통과하게 됨.
- 2001년 3월 10일: 본 역 및 다이카이 역에도 정차하는 직통 특급(고속선 내 특급 대우)이 주간 시간대 설정됨.
- 2006년 10월 28일: S특급의 정차 취소(산요 특급은 계속 정차).
- 2009년 3월 20일: 주말 야간 직통 특급 증편에 의하여 산요 특급의 출입 소멸.
- 2010년 10월 1일: 산요 전기철도가 본 역을 포함한 구간의 제2종 철도 사업 폐지(열차의 출입은 계속). 또한, 이 날까지 역명판은 한신이 사용하고 있는 디자인으로 변경됨.
- 2014년 4월 1일: 역 번호 도입.

## 사진

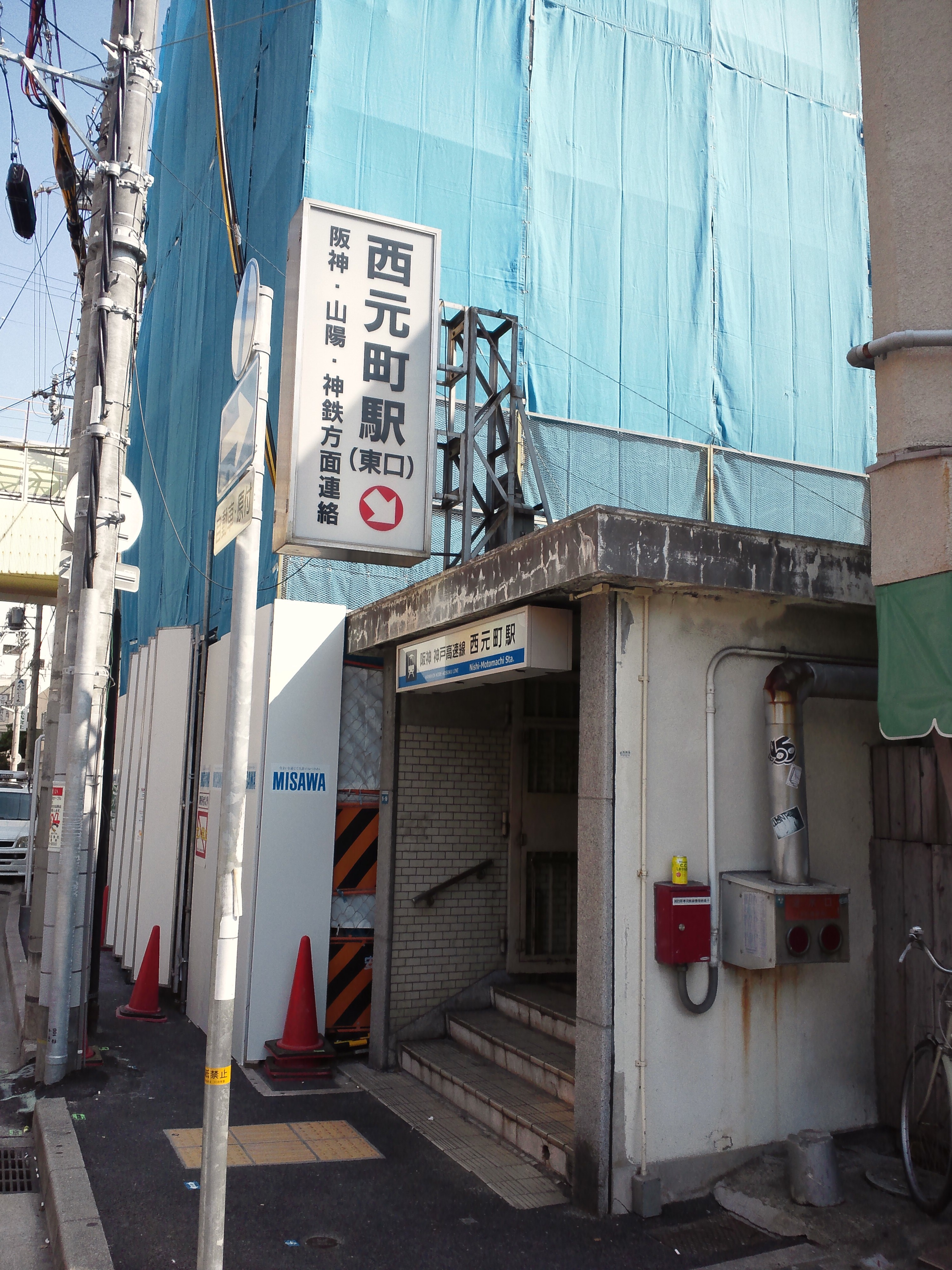
동쪽 출입구
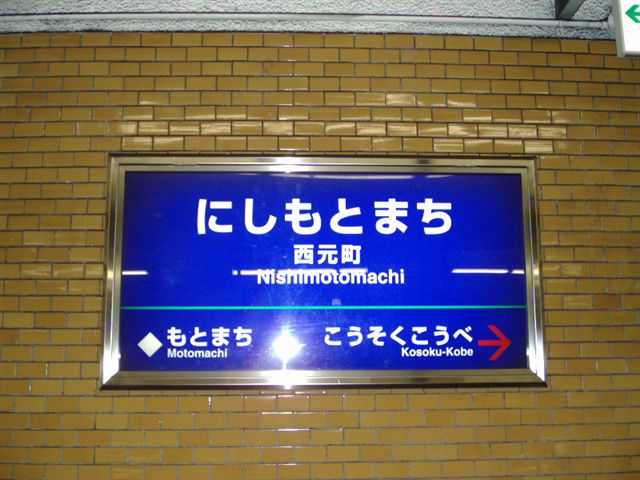
역명판

## 인접역
| 한신 전기철도 ■ 고베 고속선 (도자이 선) | 한신 전기철도 ■ 고베 고속선 (도자이 선)                          | 한신 전기철도 ■ 고베 고속선 (도자이 선) |
| --------------------------------------- | ---------------------------------------------------------------- | --------------------------------------- |
| HS 33 모토마치 모토마치 방면            | ■ 직통특급(B직통) ■ 특급 ■ 쾌속급행(주말 3개 방면만 운전) ■ 보통 | 고속 고베 HS 35 니시다이 방면           |